# Macrochthonia pyrausta
Macrochthonia pyrausta är en fjärilsart som beskrevs av Ludwig Carl Friedrich Graeser 1889. Macrochthonia pyrausta ingår i släktet Macrochthonia och familjen trågspinnare. Inga underarter finns listade i Catalogue of Life.